# He Wasn't Man Enough
He Wasn't Man Enough är en pop-inspirerad R&B-låt framförd av den amerikanska sångerskan Toni Braxton, komponerad av Rodney Jerkins och hans Darkchild-team för Braxtons tredje studioalbum The Heat.
I låten sjunger Braxton om sin otrogna ex-pojkvän som har skaffat sig en ny flickvän. Upptempo-spåret gavs ut som skivans ledande singel den 22 februari år 2000. "He Wasn't Man Enough" blev en dundersuccé som låg etta på USA:s singellista Billboard Hot 100 i flera veckor, etta på R&B-listan Hot R&B/Hip-Hop Songs i fyra veckor samt över topp 10 på de flesta listor singeln låg på internationellt. I Sverige klättrade låten till en 10:e plats på Sverigetopplistan, vilket gör den till sångerskans tredje topp-tio hit i landet.
Låten belönades med en Grammy Award, Toni Braxtons, vid tidpunkten, fjärde. 

## Innehållsförteckning
1. "He Wasn't Man Enough" (Radio Edit) – 3:58
2. "You're Makin' Me High" (Classic Edit)
3. "He Wasn't Man Enough" (Extended Version) – 5:35
4. "He Wasn't Man Enough" (Video)

## Listor
| Lista (2000)                    | Topp position |
| ------------------------------- | ------------- |
| Australiens singellista         | 5             |
| Belgiens singellista (Flanders) | 14            |
| Belgiens singellista (Wallonia) | 8             |
| Kanadas singellista             | 1             |
| Hollands singellista            | 4             |
| Frankrikes singellista          | 14            |
| Tysklands singellista           | 20            |
| Irlands singellista             | 12            |

| Lista (2000)                | Topp position |
| --------------------------- | ------------- |
| Nya Zeelands singellista    | 5             |
| Norges singellista          | 13            |
| Sveriges singellista        | 10            |
| Schweiz singellista         | 7             |
| Storbritanniens singellista | 5             |
| USA:s singellista           | 2             |
| USA:s R&B-singellista       | 1             |
| USA:s dans-singellista      | 16            |